# Paul Loga
Serge-Paul Loga (Yaundé, Camerún; 14 de agosto de 1969) es un exfutbolista camerunés. Jugaba de centrocampista y su club fue el Prévoyance Yaoundé. Fue internacional absoluto por la selección de Camerún y participó en la Copa Mundial de 1994.

## Selección nacional

### Participaciones en Copas del Mundo
| Copa            | Sede           | Resultado    |
| --------------- | -------------- | ------------ |
| Mundial de 1994 | Estados Unidos | Primera fase |

## Clubes
| Club               | País         | Año       |
| ------------------ | ------------ | --------- |
|                    | Bandera de ? | ??        |
| Prévoyance Yaoundé | Camerún      | 1986-1994 |
|                    | Bandera de ? | ??        |

Referencia.